# Сельское поселение Долматовка
Сельское поселение Долматовка — муниципальное образование в Борском районе Самарской области.
Административный центр — село Долматовка.

## История
Около 1828 г. переселенцами из Тамбовской губернии образована село Долматовка, названная по фамилии разыскателя мест для поселения крестьянина Севостьяна Ивановича Долматова.

## Административное устройство
В состав сельского поселения Долматовка входят:
- село Долматовка,
- село Неприк.

## Население
Население на 1 января 2018 года составляет: 870.